# Novitiate
Novitiate es una película estadounidense de drama escrita y dirigida por Maggie Betts. Es protagonizada por Margaret Qualley, Melissa Leo, Morgan Saylor, Dianna Agron, Julianne Nicholson, Liana Liberato, Denis O'Hare y Maddie Hasson, la película sigue a una joven que comienza a cuestionar su fe mientras se entrena para convertirse en monja. 

## Reparto
- Margaret Qualley como la hermana Cathleen Harris. 
  - Sasha Mason como Cathleen de 12 años.
  - Eliza Mason como Cathleen de 7 años.
- Melissa Leo como la Reverenda Madre Marie Saint-Clair.
- Julianne Nicholson como Nora Harris.
- Dianna Agron como la hermana Mary Grace.
- Rebecca Dayan como la hermana Emanuel.
- Morgan Saylor como la hermana Evelyn.
- Maddie Hasson como la hermana Sissy.
- Liana Liberato como la hermana Emily.
- Eline Powell como la hermana Candace.
- Chelsea López como la hermana Charlotte.
- Denis O'Hare como el arzobispo McCarthy.
- Chris Zylka como Chuck Harris.
- Ashley Bell como la hermana Margaret.
- Marco San Juan como el padre Luca.
- Marshall Chapman como la hermana Louisa.

## Producción
Novitiate es el debut como directora de cine de Maggie Betts; sus últimos proyectos fueron el documental 2010 The Carrier y el corto 2014 Engram. En diciembre de 2015, se anunció que Melissa Leo, Dianna Agron y Margaret Qualley habían sido elegidas para los papeles principales en la película dramática Novitiate, que comenzaría a rodarse en enero en Nashville, Tennessee. Kat Westergaard fue contratada como directora de fotografía. Novitiate marcó el debut cinematográfico del compositor Christopher Stark, quien es profesor asistente de música en la Universidad Washington en 2017. Según Stark, tuvo "alrededor de una semana" para componer la banda sonora, cuyo proceso "sucedió realmente rápido".

## Recepción
Novitiate recibió reseñas positivas de parte de la crítica y de la audiencia. En el sitio web especializado Rotten Tomatoes, la película posee una aprobación de 86%, basada en 108 reseñas, con una calificación de 7.2/10 y con un consenso crítico que dice: "Liderada por una actuación apasionante de Melissa Leo, Novitiate lidia sin concesiones, y en última instancia de manera convincente, con preguntas sobre la fe y el feminismo". De parte de la audiencia tiene una aprobación de 70%, basada en 1848 votos, con una calificación de 3.6/5.
El sitio web Metacritic le dio a la película una puntuación de 73 de 100, basada en 30 reseñas, indicando "reseñas generalmente favorables". En el sitio IMDb los usuarios le asignaron una calificación de 6.7/10, sobre la base de 4497 votos. En la página web FilmAffinity la cinta tiene una calificación de 6.2/10, basada en 540 votos.

## Estreno
La película tuvo su estreno mundial en el Festival de Cine de Sundance el 20 de enero de 2017. Poco después, Sony Pictures Classics adquirió los derechos de distribución en Estados Unidos de la película. Fue estrenada el 27 de octubre de 2017.